# Brian Campbell

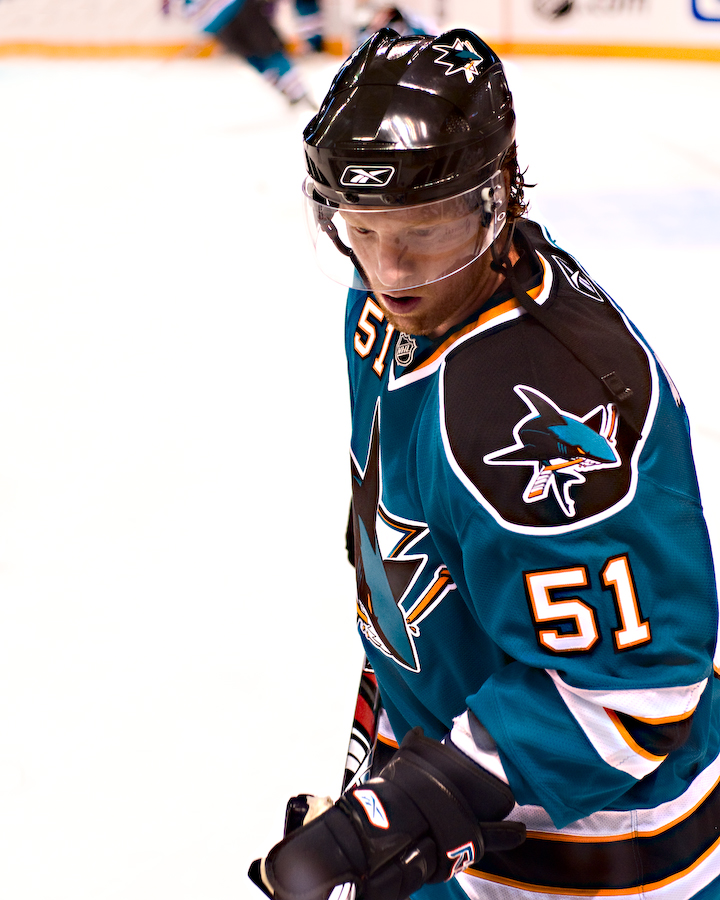
Campbell i Sharks 2008

Brian Wesley Campbell, född 23 maj 1979, är en kanadensisk före detta professionell ishockeyspelare (back). Han spelade för Buffalo Sabres, San Jose Sharks, Florida Panthers och Chicago Blackhawks i NHL. Han vann Stanley Cup med Blackhawks 2010.
Campbell fick nationell uppmärksamhet i Kanada 2003, men inte på grund av att han spelade ishockey utan på grund av SARS. Brians svägerska hälsade på honom 24 mars 2003, strax därefter började hon visa symptom på SARS och lades in på sjukhus. Detta ledde till att både Brian och hans lagkamrat Rhett Warrener sattes i karantän. Campbell missade tre matcher innan han fick klartecken till att spela igen, ingen av spelarna hade några symtom på SARS.

## Spelarkarriär
Brian Campbell valdes 1995 i tredje rundan av draften till OHL av Ottawa 67's. Säsongen 1998–99 vann han Red Tilson Trophy som OHL:s bäste spelare. Han vann även Max Kaminsky Trophy som årets back i OHL, William Hanley Trophy som OHL:s mest gentlemannamässige spelare och utsågs dessutom till årets spelare i Canadian Hockey League.
Campbell blev draftad i sjätte rundan av Buffalo Sabres, som 156:e spelare totalt i NHL-draften 1997. Han spelade sin första match för laget under säsongen 1999–00. Under NHL-lockouten 2004–05 spelade han för Jokerit och fick silver i FM-ligan.
Under säsongen 2007–08 spelade Campbell med utgående kontrakt i Buffalo. När säsongen var slut kunde han gå till vilken klubb han ville eftersom han skulle bli en free agent. Buffalo ville förhindra att förlora Campbell utan att få något tillbaka och därför valde man att byta bort honom till San Jose Sharks i utbytte mot Steve Bernier.
Senare samma sommar valde han att skriva på ett åttaårskontrakt med Chicago Blackhawks, han skulle få en årslön på ca 7,1 miljoner dollar. Fox Chicago rapporterade att Campbell hade blivit erbjuden bättre kontrakt från andra klubbar i ligan men valde ändå att skriva på för Blackhawks. Säsongen 2009–10 var Campbell en av de viktigaste spelarna när Chicago Blackhawks vann Stanley Cup.
Under juni månad 2011 valde Blackhawks att byta bort Campbell till Florida Panthers i utbyte mot tjecken Rostislav Olesz. Inför säsongen 2011–12 hade NHL-organisationen höjt lägsta nivån på lönetaket. Florida Panthers var tvungna att överstiga 42 miljoner doller och valde då att byta till sig Campbell då hans cap hit låg på 7 142 875 dollar.
17 juli 2017 offentliggjordes det att Campbell lägger av med hockeyn men att han kommer jobba inom Blackhawks organisation. 

## Statistik

### Klubbkarriär
| 1993–94    | Elgin-Middlesex Chiefs Bantam | MHAO       | —     | —  | —   | —   | —   | —   | — | —  | —  | —  |
| 1994–95    | Petrolia Jets                 | OHA-B      | 49    | 11 | 27  | 38  | 43  | —   | — | —  | —  | —  |
| 1995–96    | Ottawa 67's                   | OHL        | 66    | 5  | 22  | 27  | 23  | 4   | 0 | 1  | 1  | 2  |
| 1996–97    | Ottawa 67's                   | OHL        | 66    | 7  | 36  | 43  | 12  | 24  | 2 | 11 | 13 | 8  |
| 1997–98    | Ottawa 67's                   | OHL        | 66    | 14 | 39  | 53  | 31  | 13  | 1 | 14 | 15 | 0  |
| 1998–99    | Ottawa 67's                   | OHL        | 62    | 12 | 75  | 87  | 27  | 9   | 2 | 10 | 12 | 6  |
| 1998–99    | Rochester Americans           | AHL        | –     | –  | –   | –   | –   | 2   | 0 | 0  | 0  | 0  |
| 1999–00    | Rochester Americans           | AHL        | 67    | 2  | 24  | 26  | 22  | 21  | 0 | 3  | 3  | 0  |
| 1999–00    | Buffalo Sabres                | NHL        | 12    | 1  | 4   | 5   | 4   | –   | – | –  | –  | –  |
| 2000–01    | Rochester Americans           | AHL        | 65    | 7  | 25  | 32  | 24  | 4   | 0 | 1  | 1  | 0  |
| 2000–01    | Buffalo Sabres                | NHL        | 8     | 0  | 0   | 0   | 2   | –   | – | –  | –  | –  |
| 2001–02    | Rochester Americans           | AHL        | 45    | 2  | 35  | 37  | 13  | –   | – | –  | –  | –  |
| 2001–02    | Buffalo Sabres                | NHL        | 29    | 3  | 3   | 6   | 12  | –   | – | –  | –  | –  |
| 2002–03    | Buffalo Sabres                | NHL        | 65    | 2  | 17  | 19  | 20  | –   | – | –  | –  | –  |
| 2003–04    | Buffalo Sabres                | NHL        | 53    | 3  | 8   | 11  | 12  | –   | – | –  | –  | –  |
| 2004–05    | Jokerit                       | FM-ligan   | 44    | 12 | 13  | 25  | 12  | 12  | 3 | 4  | 7  | 6  |
| 2005–06    | Buffalo Sabres                | NHL        | 79    | 12 | 32  | 44  | 16  | 18  | 0 | 6  | 6  | 12 |
| 2006–07    | Buffalo Sabres                | NHL        | 82    | 6  | 42  | 48  | 35  | 16  | 3 | 4  | 7  | 14 |
| 2007–08    | Buffalo Sabres                | NHL        | 63    | 5  | 38  | 43  | 12  | —   | — | —  | —  | —  |
| 2007–08    | San Jose Sharks               | NHL        | 20    | 3  | 16  | 19  | 8   | 13  | 1 | 6  | 7  | 4  |
| 2008–09    | Chicago Blackhawks            | NHL        | 82    | 7  | 45  | 52  | 22  | 17  | 2 | 8  | 10 | 0  |
| 2009–10    | Chicago Blackhawks            | NHL        | 68    | 7  | 31  | 38  | 18  | 19  | 1 | 4  | 5  | 2  |
| 2010–11    | Chicago Blackhawks            | NHL        | 65    | 5  | 22  | 27  | 6   | 7   | 1 | 2  | 3  | 6  |
| 2011–12    | Florida Panthers              | NHL        | 82    | 4  | 49  | 53  | 6   | 7   | 1 | 4  | 5  | 2  |
| 2012–13    | Florida Panthers              | NHL        | 48    | 8  | 19  | 27  | 12  | —   | — | —  | —  | —  |
| 2013–14    | Florida Panthers              | NHL        | 82    | 7  | 30  | 37  | 20  | —   | — | —  | —  | —  |
| 2014–15    | Florida Panthers              | NHL        | 82    | 3  | 24  | 27  | 22  | —   | — | —  | —  | —  |
| 2015–16    | Florida Panthers              | NHL        | 82    | 6  | 25  | 31  | 26  | 6   | 0 | 1  | 1  | 0  |
| 2016–17    | Chicago Blackhawks            | NHL        | 80    | 5  | 12  | 17  | 24  | 4   | 0 | 0  | 0  | 0  |
| NHL totalt | NHL totalt                    | NHL totalt | 1 082 | 87 | 417 | 504 | 277 | 107 | 9 | 35 | 44 | 40 |